# Living Planet Index
Der Living Planet Index (kurz LPI) ist ein Indikator für die weltweite biologische Vielfalt. Er basiert auf weltweiten Trends der Populationsgrößen von Wirbeltier-Arten.

## Beschreibung
Der WWF arbeitet zusammen mit dem Institute of Zoology (IoZ), der Forschungsabteilung der Zoological Society of London (ZSL), um das 1997 begonnene Projekt weiterzuentwickeln. Die Idee des LPI stammt vom WWF und dem UNEP-WCMC (UNEP World Conservation Monitoring Centre, UNEP Weltüberwachungszentrum für Naturschutz), um Biodiversität als messbare Größe in das United Nations Environment Programme UNEP zu implementieren. Ziel des Netzwerkes ist es, die Datenbasis um Invertebraten und Pflanzen zu erweitern. Auch soll die Datenerfassung in der Fläche, insbesondere in den Ländern des Südens, verbessert werden.
Die Berechnung des Living Planet Index 2024 basiert auf Daten aus den Jahren 1970 bis 2020 für insgesamt 34.836 Populationen von 5.495 Arten aus aller Welt. Der LPI bezieht sich auf die beobachteten Populationen, die im Index enthalten sind. In die Berechnung des LPI gehen nur Zahlen von ausgewählten Populationen ein, für die langjährige belastbare Zeitreihen zur Populationsentwicklung vorliegen. Eine Population ist eine Gruppe von Tieren, die derselben Art angehören und zu einem bestimmten Zeitpunkt am selben Ort leben, wo sie im Laufe der Zeit erfasst wurden. Es kann mehrere Populationen einer Art geben, je nachdem, wo sie leben. Jede Population wird mit gleichem Gewicht gezählt, unabhängig von ihrer Größe.
Die Daten stammen dabei unter anderem aus Fachzeitschriften, Online-Datenbanken und Regierungsberichten. Die Arten werden nach Lebensraum (trockenes Land, Süßwasser, Meer) und nach biogeographischer Region unterschieden. Land- und Süßwasser-Bewohner werden den vier klassischen Faunenregionen Paläarktis, Nearktis, Afrotropis und Neotropis sowie einer Indopazifik-Region zugeordnet, Meeresbewohner den sechs biogeographischen Regionen Arktis, gemäßigter Nordatlantik, gemäßigter Nordpazifik, tropischer und subtropischer Atlantik, tropischer und subtropischer Indopazifik und Meere der südlichen gemäßigten Breiten und Antarktis. Seit 2014 wird der globale LPI in Form des Gewichteten Living Planet Index (weighted Living Planet Index, LPI-D) angegeben, für dessen Berechnung zusätzlich die Anzahl der Arten in den einzelnen biogeographischen Regionen und in den fünf traditionell unterschiedenen Wirbeltiergroßgruppen („Fische“, Amphibien, „Reptilien“, Vögel und Säugetiere) berücksichtigt wird.
Die Veröffentlichung der Ergebnisse erfolgt seit 1998 in dem in der Regel alle zwei Jahre vom WWF herausgegebenen Living Planet Report. Die ältesten Daten, die zur Berechnung des LPI herangezogen werden, stammen aus dem Jahr 1970. Für dieses Jahr hat der LPI per Konvention den Wert 1. Seither ist er kontinuierlich gefallen.
Die Berechnung des Living Planet Index 2024 ergab einen durchschnittlichen Rückgang der Populationsgrößen der beobachteten Säugetiere, Vögel, Amphibien, Reptilien und Fische um 73 Prozent seit 1970. Dieses Ergebnis bedeutet jedoch nicht, dass die Zahl der Wirbeltiere oder gar der Populationen um 73 Prozent zurückgegangen ist. Es bedeutet auch nicht, dass 73 Prozent der Populationen oder der Arten im Rückgang begriffen sind. 
Bereits beim LPI 2018 war festzustellen, dass der berechnete durchschnittliche 60-prozentige Rückgang der Abundanz von weniger als 3 Prozent der Wirbeltierpopulationen verursacht wurde; wenn diese extrem rückläufigen Populationen ausgeschlossen werden, verschiebt sich der globale Trend zu einer Zunahme.